# Vairano Patenora
Vairano Patenora é uma comuna italiana da região da Campania, província de Caserta, com cerca de 6.101 habitantes. Estende-se por uma área de 43 quilômetros quadrados, tendo uma densidade populacional de 142 hab/km². Faz fronteira com Ailano, Caianello, Marzano Appio, Pietravairano, Pratella, Presenzano, Raviscanina, Riardo, Teano.

## Demografia
| Variação demográfica do município entre 1861 e 2011                               |
|                                                                                   |
| Fonte: Istituto Nazionale di Statistica (ISTAT) - Elaboração gráfica da Wikipedia |